# Вербове (Скадовський район)
Вербо́ве — село в Україні, у Каланчацькій селищній громаді Скадовського району Херсонської області. Населення становить 84 осіб. 24 лютого 2022 року село тимчасово окуповане російськими військами під час російсько-української війни.

## Населення
Згідно з переписом УРСР 1989 року чисельність наявного населення села становила 79 осіб, з яких 36 чоловіків та 43 жінки.
За переписом населення України 2001 року в селі мешкало 85 осіб.

### Мова
Розподіл населення за рідною мовою за даними перепису 2001 року:
| Мова       | Відсоток |
| ---------- | -------- |
| українська | 89,29 %  |
| російська  | 7,14 %   |
| вірменська | 3,57 %   |